# Perwenitz
Perwenitz è una frazione del comune tedesco di Schönwalde-Glien, nel Land del Brandeburgo.

## Storia
Nel 2003 il comune di Perwenitz venne fuso con i comuni di Glien, Grünefeld, Pausin, Schönwalde e Wansdorf, formando il nuovo comune di Schönwalde-Glien.